# BMP-1
Pour les articles homonymes, voir BMP.
Le BMP-1 est un véhicule de combat d'infanterie soviétique conçu dans les années 1960 pour remplacer les BTR-50 dans l'Armée rouge (BMP étant l'abréviation de « Boyevaya Mashina Pekhoty », en russe : « Боевая Машина Пехоты », soit « véhicule de combat d'infanterie »). Il a été vu pour la première fois lors d'une parade à Moscou en 1967. Il représente à l'époque un bond technologique important dans les véhicules de combat d'infanterie car il combine une grande mobilité, la protection de l'équipage embarqué, un moyen antichar et un système de protection NBC. Dans son domaine, son succès ressemble à celui de l'AK-47 des soldats qu'il transporte souvent.
Les Chinois produisent ce véhicule depuis 1987, mais avec de nombreuses modifications, et l'utilisent depuis 1992 sous le nom de Type 86, avec sa dernière modernisation Type 86 G.

## Description

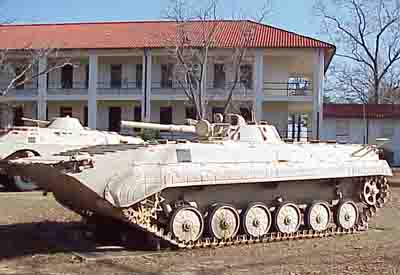
BMP-1 irakien capturé par lUS Army en 1991.

Le véhicule est équipé de deux chenilles avec chacune six roues de route et trois galets de support. Il a une silhouette très basse, les flancs du véhicule comportent chacun quatre meurtrières avec leurs épiscopes. L'agencement intérieur du BMP-1 est inhabituel, le pilote et le chef de bord sont assis l'un derrière l'autre à l'avant gauche. Le moteur se trouve à l'avant droite, la tourelle occupe le centre de la superstructure tandis que les 8 fantassins prennent place à l'arrière sur des bancs latéraux. L'accès se fait par deux portes arrière qui servent en même temps de réservoirs pour le carburant. Derrière la tourelle au-dessus du compartiment de combat se trouvent quatre trappes d'où peuvent également sortir les fantassins.
La tourelle est monoplace et a comme armement principal un canon basse pression de calibre 73 mm, associé à une mitrailleuse coaxiale Kalachnikov-T (PKT) de calibre 7,62 × 54 mm R. Le canon est approvisionné en obus brisants antichars ou à fragmentation par un magasin de 40 munitions. Les projectiles qu'il tire ont une faible vitesse initiale, ce qui les rend sensibles au vent et diminue leur précision. En pratique, les probabilités de premier coup au but sont faibles lorsque le BMP-1 est en déplacement. Le rail de lancement du Sagger est fixé sur la pièce principale. Le contrôle se fait par l'intermédiaire d'une manette de type manche à balai. Le missile a une portée maximale de 3 000 m, distance qu'il atteint en quelque 27 secondes.
Le BMP-1 est doté d'une gamme complète d'appareils de vision nocturne de la première génération et d'une protection NBC. Il est totalement amphibie sans préparation spéciale. Sa propulsion dans l'eau est assurée par les chenilles. Parmi les engins dérivés du modèle de base figurent des véhicules d'observation d'artillerie, un véhicule équipé d'une tourelle biplace avec une mitrailleuse de calibre 7,62 mm et doté d'un radar de localisation et d'artillerie Small Fred, des véhicules de dépannage, de transmission, ainsi qu'un engin de reconnaissance à tourelle biplace d'un modèle nouveau armée du même canon de calibre 73 mm.

## Versions soviétiques et russes
- BMP Model 1966 : Modèle original, sans protection NBC ;
- BMP-1 (BMP modèle 1976) : Production standard du BMP-1 ;
- BMP-1K : Véhicule de commandement, avec équipements radio et antennes supplémentaires, le compartiment arrière a été aménagé pour contenir des tables et des cartes. Il est utilisé au niveau bataillon ;
- BRM & BRM1 (BMP-R) : Version de reconnaissance équipée d'une tourelle biplace avec le canon de calibre 73 mm sans missile antichar. Le véhicule dispose de 2 écoutilles à la place des quatre sur le modèle de base ;
- BMP KCh (BMP KSh en translittération anglophone) : Ce véhicule est équipé d'une grande antenne télescopique et plus d'équipements radio que le modèle BMP-1K. Il n'a plus de tourelle ;
- PRP-3 (BMP-SON) : Véhicule de reconnaissance d'artillerie. L'avant du véhicule est identique au BMP-1 mais le véhicule dispose d'une nouvelle tourelle équipée de deux écoutilles qui s'ouvrent vers l'avant. Devant chaque écoutille, on trouve un épiscope large pour l'observation. L'armement consiste en une mitrailleuse de calibre 7,62 mm. À l'arrière de la tourelle se trouve un radar de surveillance, qui se trouve en position couchée lorsqu'il n'est pas utilisé. Sur le côté gauche se trouve une grosse optique. Ce véhicule accueille cinq hommes d'équipage et dispose de matériels de communication supplémentaires ;
- PRP-4 : Ce véhicule est le successeur du modèle PRP-3 avec une optique supplémentaire à droite ;
- IRM : Véhicule de génie de reconnaissance. Ce véhicule est basé sur le châssis du BMP-1 ;
- BMP-PPO : Version école du BMP-1, équipée de deux coupoles pour le guidage lors de l'instruction.

### BMP-1AM

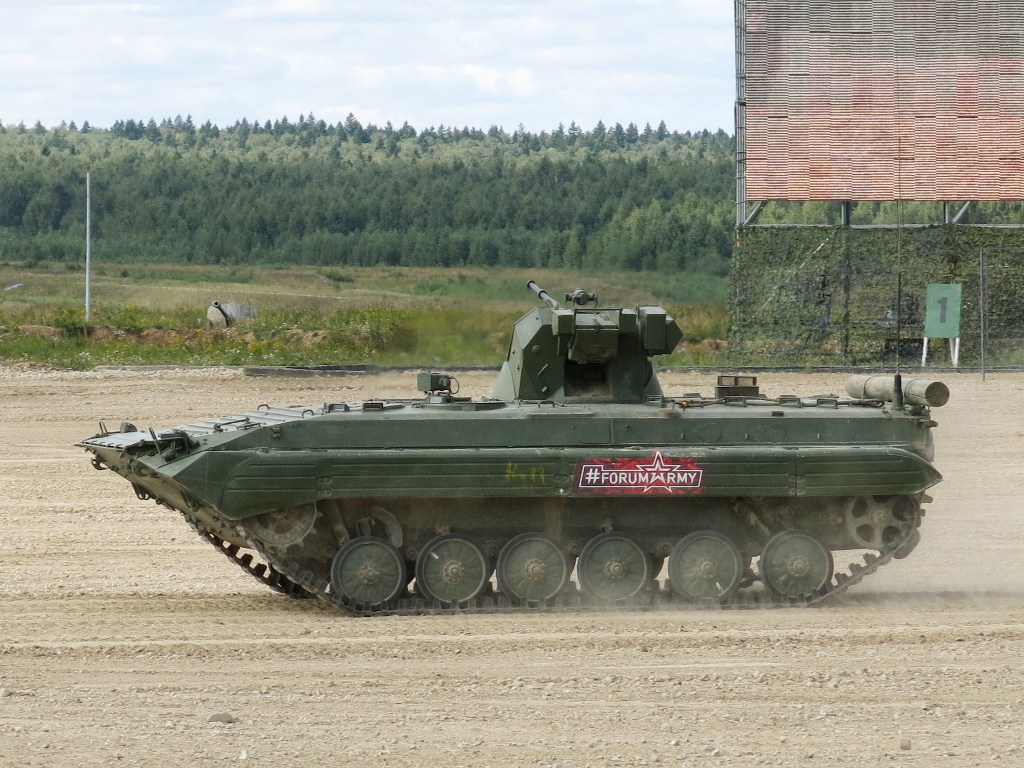
BMP-1AM en 2018.

Modernisation du BMP-1 présentée en 2018, il reçoit un nouveau moteur diesel UTD-20S1 qui est également utilisé sur le BMP-2, il reçoit également la radio R-168-25U-2 qui est plus résistante au brouillage, à la guerre électronique et aux vibrations. La plus grosse amélioration se trouve au niveau de la tourelle, l'ancienne tourelle 2A28 Grom équipée du canon de calibre 73 mm est retirée du véhicule pour y installer à la place la tourelle BPPU qui est initialement utilisée sur le BTR-82A. Cette tourelle est équipée d'un canon 2A72 de calibre 30 mm et d'un fusil-mitrailleur coaxial PKTM de calibre 7,62 mm et d'un viseur jour/nuit TKN-4GA-01, elle peut également être équipée d'un ATGM 9K115 Metis. Contrairement à la tourelle précédente, l'opérateur de tir se trouve à l'intérieur du véhicule ce qui réduit nettement les risques pour ce dernier. La masse du véhicule augmente pour atteindre environ 14,3 t, par conséquent les barres de torsions ont dû être renforcées pour supporter ce surplus. Cette modernisation n'a par contre reçu aucune amélioration pour la protection balistique et contre les mines. De plus, les sièges pour les passagers ne peuvent pas être changés ; ces sièges ne sont pas conçus pour absorber le choc des explosions, ce qui augmente les risques pour les passagers. Il a été annoncé que cette modernisation allait prolonger la durée de vie des BMP-1 de 10 à 12 ans. Les premières livraisons ont commencé en févier 2022 juste avant le début de l'invasion de l'Ukraine.

## Versions étrangères

### Afrique du Sud
- BMP-1 : Équipée de la plate-forme multi-armes sans pilote IST Dynamics armée d'un canon automatique 2A72 de calibre 30 mm, d'une mitrailleuse coaxiale PKT de calibre 7,62 mm, d'un lanceur ATGM pour trois ATGM Denel Ingwe (en) sur le côté gauche de la station d'armes et un lance-grenades automatique Denel-Vektor de calibre 40 mm. Ses dispositifs de vision comprennent un viseur de tireur jour/nuit intégrant, l'unité de guidage de missile et un viseur de commandant panoramique primaire stabilisé. Elle est également équipée d'un ordinateur numérique de contrôle de tir balistique.[3] Ce véhicule a été présenté au salon Africa Aerospace and Defence 2006[14].

### République tchèque et Slovaquie

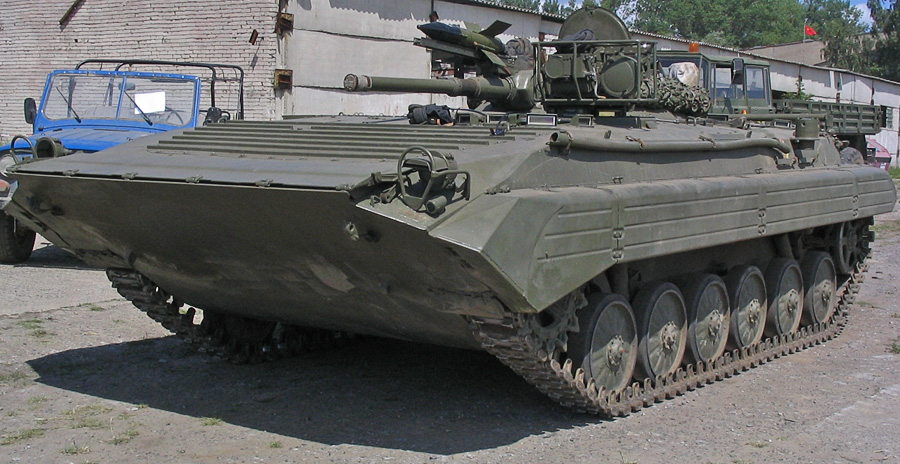
Version tchécoslovaque de reconnaissance.

- OT-90 : Équipée d'une tourelle d'un OT-64C (8x8 transport de troupe), armée d'une mitrailleuse de 14,5 mm et d'une autre de 7,62 mm ;
- BVP-1 : Version tchèque du BMP-1 ;
- DP-90 : Version maintenance de l'OT-90 ;
- MP-31 : Véhicule de commandement antiaérien ;
- MU-90 : Version poseuse de mines de l'OT-90 ;
- SVO : Version déminage du BMP-1 sans tourelle avec système de destruction de champ de mines à l'arrière du véhicule ;
- VPV : Véhicule de maintenance, sans tourelle, équipée d'une grue à l'arrière ;
- VP-90 : Version de reconnaissance de l'OT-90.

### Chine
- Type 86 : Une copie chinoise du BMP-1. Elle est armée d'un lanceur ATGM équipé de HJ-73 qui est une copie du 9M14 "Malioutka" soviétique. Elle est propulsée par le moteur diesel Type 6V150 qui est une copie du UTD-20 soviétique. L'équipement comprend la radio A-220A (une copie du R-123M soviétique), un interphone A-221A (une copie du R-124 soviétique), deux fusils mitrailleurs de calibre 7,62 mm. Sa désignation industrielle est WZ-501 mais on peut également le retrouver sous le nom de ZBD-86[15].

### Roumanie
- MLI-84 (en) : Version roumaine améliorée du BMP-1 avec un nouveau moteur plus puissant, une plus grande capacité de carburant et un DShK sur un support rotatif installé sur la trappe de toit du compartiment des troupes arrière gauche.
- MLI-84M1 JDERUL : Modernisation du MLI-84 équipée d'une nouvelle tourelle aérienne israélienne OWS-25R armée d'un canon automatique Oerlikon KBA de 25 mm et de deux ATGM 9M14-2T "Malioutka-2T" ou Spike d'origine israélienne également[16].

## Armées utilisatrices
Sauf indications contraires, les chiffres sont de 2023 et incluent certaines variantes du BMP-1.
- Abkhazie
- Afghanistan
- Albanie
- Algérie
- Angola - 250
- Arménie - 225
- Azerbaïdjan - 239
- Biélorussie - 132
- Birmanie
- Brunei
- Bulgarie - 90
- Cambodge - 70
- République populaire de Chine - 600 (ZBD-86)
- Côte d'Ivoire
- Cuba - 50
- Tchéquie - 98
- République démocratique du Congo - 20
- Égypte - 300
- Érythrée - 15
- Éthiopie - 20
- Finlande
- Géorgie - 26
- Grèce - 169
- Guinée équatoriale - 20
- Guinée - 2
- Haut-Karabagh - 50
- Hongrie
- Inde - 700
- Iran - 210
- Irak - 400
- Israël
- Kazakhstan - 60 (BRM-1)
- Kirghizistan - 230
- Laos - 10
- Libye - N/C
- Mongolie
- [[Fichier:|20x18px|border|Drapeau du Maroc|class=noviewer]] Maroc
- Moldavie
- Mongolie - 310
- Mozambique - 40
- Nigeria - 22 (BVP-1)
- Nicaragua - 17
- Ossétie du Sud-Alanie
- Pologne - 1212
- République arabe sahraouie démocratique
- Roumanie - 145 (MLI-84)
- Rwanda
- Russie - 500 (4000) / 700 (BRM-1K)
- Slovaquie - 108 - 72 (OT-90)
- Sri Lanka - 13
- Soudan - 135
- Suède
- Syrie - N/C
- Tadjikistan - 8
- Tchad - 122
- Turkménistan - 664
- Ukraine - 550 / 55 Pbv-501
- Uruguay - 18
- Ouzbékistan - 6
- Viêt Nam - 300
- Yémen
- Total : 12 333

## L'avenir du BMP-1
Si, à l'époque de sa sortie, il a inspiré quelques craintes au sein des armées de l'Ouest, ce n'est plus le cas maintenant. Actuellement, le BMP-1 est complètement dépassé par les autres VCI de conception plus moderne. Que ce soit en termes de blindage, de motorisation, d'armement ou de confort intérieur. Par contre, ses versions de reconnaissance, de dépannage et d'observation sont toujours utilisées intensément. Il est remplacé depuis les années 1980 sur les chaînes de production par ses successeurs, les BMP-2 et BMP-3.
Malgré son obsolescence et tous ses problèmes, le BMP-1 a encore un bel avenir devant lui. Des milliers de véhicules sont encore en service dans le monde et ils seront encore en état de marche pour de nombreuses années. Il nécessite très peu de formation, il y a encore des stocks de pièces de rechange et de nombreux programmes de modernisation et de transformation du véhicule ont été mis en œuvre dans différents pays. Son blindage, bien que faible, résiste très bien à tous les tirs d'armes légères et son canon reste très efficace contre l'infanterie, des positions fortifiées ou des véhicules légèrement blindés.

### Récapitulatif technique
| Version                | Longueur | Largeur | Hauteur | Garde au sol | Masse  | Pression au sol |
| ---------------------- | -------- | ------- | ------- | ------------ | ------ | --------------- |
| Objet 765              | 6,46 m   | 2,94 m  | 2 m     | 0,37 m       | 13 t   | 0,6 kg/cm²      |
| BMP-1 (Objet 765 SP1)  | 6,46 m   | 2,94 m  | 1,88 m  | 0,37 m       | 12,6 t | 0,61 kg/cm²     |
| BMP-1 (Objet 765 SP2)  |          |         |         |              | 13 t   |                 |
| BMP-1 (Objet 765 SP3)  |          |         |         |              | 13,2 t |                 |
| BMP1-G (Objet 765 SP4) | 6,74 m   | 2,94 m  | 1,92 m  | 0,37 m       | 13,4 t | 0,63 kg/cm²     |
| BMP1-K                 | 6,76 m   | 2,94 m  | 1,92 m  | 0,37 m       | 13,2 t | 0,6 kg/cm²      |
| PRP-3 (Objet 767)      | 6,74 m   | 2,94 m  | 1,83 m  | 0,37 m       | 13,2 t | 0,6 kg/cm²      |
| PRP-4                  | 6,74 m   | 2,94 m  | 2, 15 m | 0,37 m       | 13,2 t | 0,6 kg/cm²      |

| Version                | Motorisation | Puissance | Puissance massique | Carburant | Vitesse maximale           | Autonomie  | Franchissement                   |
| ---------------------- | ------------ | --------- | ------------------ | --------- | -------------------------- | ---------- | -------------------------------- |
| Objet 765              | UTD-20       | 300 ch    | 23,6 ch/t          | 460 l     | 65 km/h 8 km/h (sur l’eau) | 600 km     | 2,5 m (largeur) 0,70 m (hauteur) |
| BMP-1 (Objet 765 SP1)  | UTD-20       | 300 ch    | 23,8 ch/t          | 460 l     | 65 km/h 8 km/h (sur l’eau) | 600 km     | 2,5 m (largeur) 0,70 m (hauteur) |
| BMP-1 (Objet 765 SP2)  | UTD-20       | 300 ch    |                    | 460 l     | 65 km/h 8 km/h (sur l’eau) |            | 2,5 m (largeur) 0,70 m (hauteur) |
| BMP-1 (Objet 765 SP3)  | UTD-20       | 300 ch    |                    | 460 l     | 65 km/h 8 km/h (sur l’eau) |            | 2,5 m (largeur) 0,70 m (hauteur) |
| BMP1-G (Objet 765 SP4) | UTD-20       | 300 ch    | 22,4 ch/t          | 460 l     | 65 km/h 8 km/h (sur l’eau) | 550-600 km | 2,5 m (largeur) 0,70 m (hauteur) |
| BMP1-K                 | UTD-20       | 300 ch    | 22,7 ch/t          | 460 l     | 65 km/h 8 km/h (sur l’eau) | 550-600 km | 2,5 m (largeur) 0,70 m (hauteur) |
| PRP-3 (Objet 767)      | UTD-20       | 300 ch    | 22,7 ch/t          | 460 l     | 65 km/h 7 km/h (sur l’eau) | 550-600 km | 2,5 m (largeur) 0,70 m (hauteur) |
| PRP-4                  | UTD-20       | 300 ch    | 22,7 ch/t          | 460 l     | 65 km/h 7 km/h (sur l’eau) | 550-600 km | 2,5 m (largeur) 0,70 m (hauteur) |

| Version                | Armement principal                 | Armement secondaire 1                            | Armement secondaire 2       |
| ---------------------- | ---------------------------------- | ------------------------------------------------ | --------------------------- |
| Objet 765              | canon 2A28 Grom de 73 mm (40 obus) | 4x mitrailleuse PKT de 7,62 mm (6000 cartouches) | 9M14M Malyutka (4 missiles) |
| BMP-1 (Objet 765 SP1)  | canon 2A28 Grom de 73 mm (40 obus) | 1x mitrailleuse PKT de 7,62 mm (2000 cartouches) | 9M14M Malyutka (4 missiles) |
| BMP-1 (Objet 765 SP2)  | canon 2A28 Grom de 73 mm (40 obus) | 1x mitrailleuse PKT de 7,62 mm (2000 cartouches) | 9M14M Malyutka (4 missiles) |
| BMP-1 (Objet 765 SP3)  | canon 2A28 Grom de 73 mm (40 obus) | 1x mitrailleuse PKT de 7,62 mm (2000 cartouches) | 9M14M Malyutka (4 missiles) |
| BMP1-G (Objet 765 SP4) | canon 2A28 Grom de 73 mm (40 obus) | 1x mitrailleuse PKT de 7,62 mm (2000 cartouches) | 9M113 Konkurs (4 missiles)  |
| BMP1-K                 | canon 2A28 Grom de 73 mm (40 obus) | 1x mitrailleuse PKT de 7,62 mm (2000 cartouches) |                             |
| PRP-3 (Objet 767)      |                                    | 1x mitrailleuse PKT de 7,62 mm (1000 cartouches) |                             |
| PRP-4                  |                                    | 1x mitrailleuse PKT de 7,62 mm (1000 cartouches) |                             |